# Nucleolaria granulata
Nucleolaria granulata is een slakkensoort uit de familie van de Cypraeidae. De wetenschappelijke naam van de soort is voor het eerst geldig gepubliceerd in 1862 door Pease.